# Чарли Кауфман
Чарлс Стјуарт Кауфман (енгл. Charles Stuart Kaufman; Њујорк, 19. новембар 1958) амерички је филмаџија и романописац. Истакао се као сценариста филмова Бити Џон Малкович (1999), Адаптација (2002) и Вечни сјај беспрекорног ума (2004). Такође је био сценариста и редитељ филмова Синегдоха, Њујорк (2008), Аномалиса (2015) и Размишљам да окончам ово  (2020).
Један од најславнијих сценариста своје епохе, освојио је Оскара, три награде БАФТА, две награде Спирит и једну награду Удружења сценариста Америке. Године 2009. филмски критичар Роџер Иберт назвао је филм Синегдоха, Њујорк „најбољим филмом деценије”. Три Кауфманова сценарија налазе се на списку Удружења сценариста Америке „101 најбољи филмски сценарио који је икада написан”.

## Биографија
Рођен је 19. новембра 1958. године у јеврејској породици у Њујорку. Син је Хелен и Мајрона Кауфмана. Одрастао је у Масапикви, пре него што се преселио у Вест Хартфорд, где је и завршио средњу школу. По завршетку средње школе, похађао је Универзитет у Бостону пре него што се пребацио на Универзитет у Њујорку, где је студирао филм.